# Епархия Сан-Мигеля (Аргентина)
Епархия Сан-Мигеля (лат. Dioecesis Sancti Michaëlis in Argentina) — епархия Римско-Католической церкви с центром в городе Сан-Мигель, Аргентина. Епархия Сан-Мигеля входит в митрополию Буэнос-Айреса. Кафедральным собором епархии Сан-Мигеля является церковь святого Михаила Архангела.

## История
11 июля 1978 года Папа Римский Павел VI выпустил буллу «Tutius ut consuleretur», которой учредил епархию Сан-Мигеля, выделив её из епархии Сан-Мартина.

## Ординарии епархии
- епископ Орасио Альберто Боццоли (11.07.1978 — 19.01.1983), назначен архиепископом Тукумана;
- епископ Хосе Мануэль Лоренсо (26.11.1983 — 12.11.1994);
- епископ Абелардо Франсиско Сильва (12.11.1994 — 17.05.2000);
- епископ Хосе Луис Мольяган (17.05.2000 — 22.12.2005), назначен архиепископом Росарио;
- епископ Серхио Альфредо Феной (с 5 декабря 2006 года).